# Клімусін
Клімусін (пол. Klimusin) — село в Польщі, у гміні П'яскі Свідницького повіту Люблінського воєводства.
Населення — 133 особи (2011).

## Демографія
Демографічна структура станом на 31 березня 2011 року:
|          | Загалом | Допрацездатний вік | Працездатний вік | Постпрацездатний вік |
| -------- | ------- | ------------------ | ---------------- | -------------------- |
| Чоловіки | 54      | 14                 | 35               | 5                    |
| Жінки    | 79      | 16                 | 37               | 26                   |
| Разом    | 133     | 30                 | 72               | 31                   |